# Primeiro de Maio
Primeiro de Maio – miasto i gmina w Brazylii, w stanie Parana. Znajduje się w mezoregionie Norte Central Paranaense i mikroregionie Porecatu.